# Химмельберг
Химмельберг (нем. Himmelberg) — коммуна (нем. Gemeinde) в Австрии, в федеральной земле Каринтия. 
Входит в состав округа Фельдкирхен.  Население составляет 2354 человека (на 31 декабря 2005 года). Занимает площадь 56,85 км². Официальный код  —  2 10 05.

## Политическая ситуация
Бургомистр коммуны — Хаймо Ринёсль (СДПА) по результатам выборов 2003 года.
Совет представителей коммуны (нем. Gemeinderat) состоит из 19 мест.
- СДПА занимает 11 мест.
- АНП занимает 4 места.
- АПС занимает 4 места.